# Downham Market
Downham Market is een civil parish in het bestuurlijke gebied King's Lynn en West Norfolk, in het Engelse graafschap Norfolk met 9994 inwoners.